# Tebenna chingana
Tebenna chingana — вид лускокрилих комах родини хореутид (Choreutidae).

## Поширення
Вид поширений в Європі та Північній Азії. Зафіксований у Чехії, Україні та на Становому хребті в Росії.